# Recz (województwo kujawsko-pomorskie)
Recz – wieś w województwie kujawsko-pomorskim, w powiecie żnińskim, w gminie Rogowo.

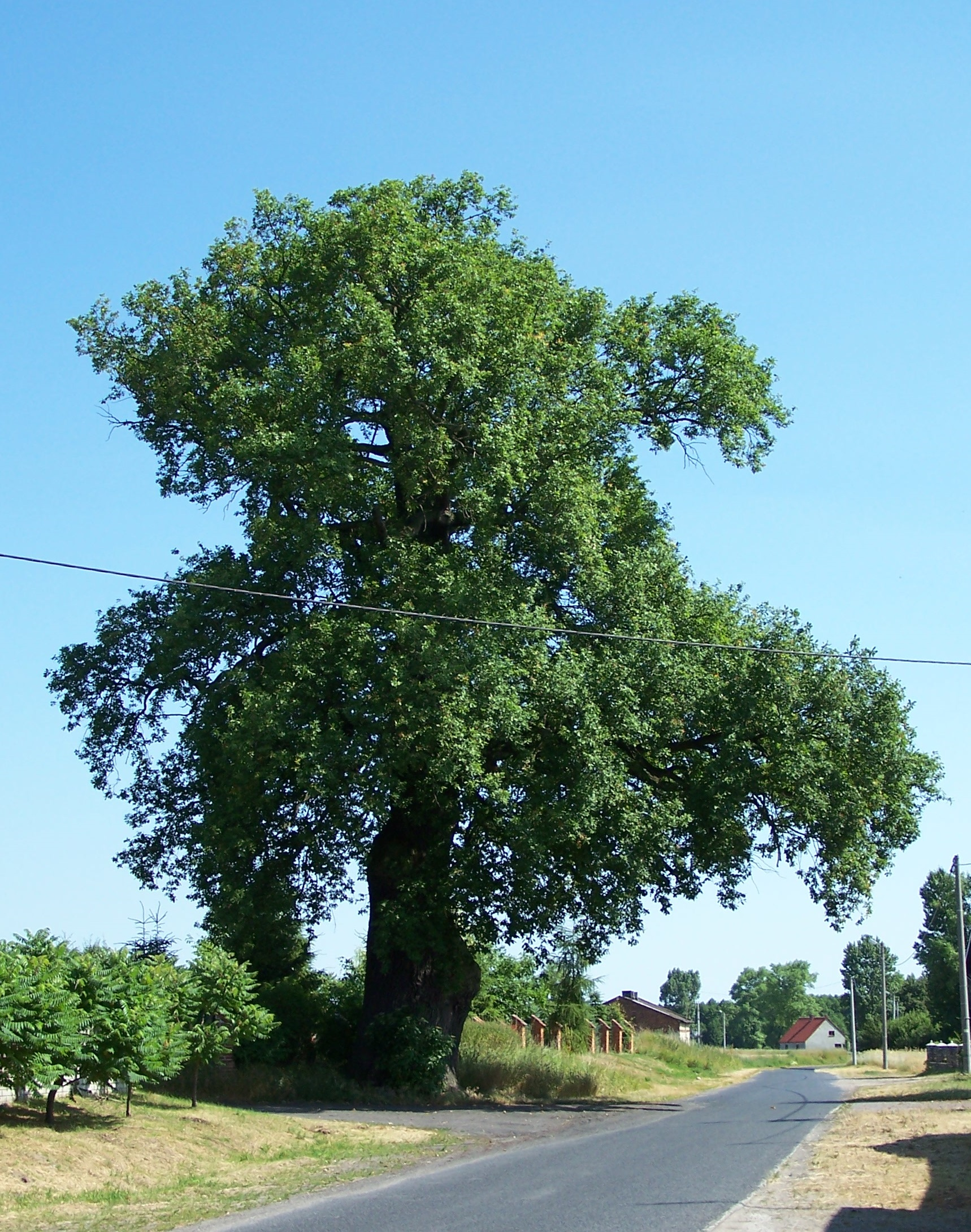
Dąb Chrobry

W latach 1975–1998 miejscowość położona była w województwie bydgoskim. Według Narodowego Spisu Powszechnego (III 2011 r.) liczyła 98 mieszkańców. Jest dziewiętnastą co do wielkości miejscowością gminy Rogowo. We wsi znajduje się pomnik przyrody – Dąb Chrobry, o obwodzie 787 cm (w 2011 roku).